# Ermita de Sant Bernat de Carlet
L'ermita de Sant Bernat es troba a la localitat de Carlet, concretament a la zona de Pintarrafes.
És una capella de planta centralitzada. Consta d'una doble planta que és de forma heptagonal per l'exterior, única a Europa, i circular en l'interior. L'espai central està cobert amb una airosa cúpula de teules blaves sobre tambor. En el tambor, també heptagonal, s'obren finestres circulars. El cos que envolta l'espai central té un pis alt, en el qual s'obren balconades.
Segons la tradició, es va construir sobre el palau del rei moro, pare d'Ahmed (que es batejà al Monestir de Poblet com a Bernat, i quedà uns anys com a monjo enllà). En tornar a Carlet fou martiritzat pel seu germà d'ací i per açò rep el nom de Sant Bernat Màrtir. També moriren les seves germanes Maria i Gràcia, que havien estat batejades per Bernat (abans, Zaida i Zoraida) i s'havien convertit al cristianisme.

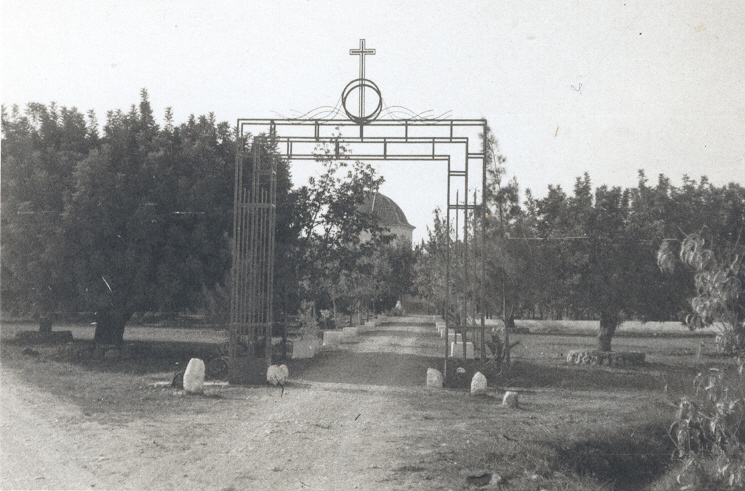
Fotografia històrica de l'entrada al paratge de l'ermita